# فجر ۵
فجر-۵ راکت توپخانه‌ای ۳۳۳ میلی‌متری دوربرد و راکت‌انداز چندتایی متحرک ساخت ایران است. حداکثر برد آن به ۸۰ کیلومتر می‌رسد این سیستم بخشی از راکت‌های خانواده فجر است و طول هر راکت ۶٫۵۸ متر و وزن آن ۹۱۵ کیلو است و یک کلاهک جنگی ۹۰ کیلویی را حمل می‌کند.
طی اخبار اعلام شده راکت های فجر ۵ سپاه به کلاهک ترموباریک تجهیز شده‌اند.

## تاریخچه
فجر ۵ راکتی است که در اوایل دهه ۱۳۷۰ شروع به تولید شد. راکت‌ فجر ۵ نیز از دیگر ساخته‌های وزارت دفاع و پشتیبانی نیروهای مسلح ایران است. در سال ۱۳۹۵ وزارت دفاع از نوع ۵C این راکت با قابلیت پرتاب هدایت‌شونده و لانچری جدید، رونمایی کرد.
در حمله نیروهای حماس به اسرائیل، گروهی از رسانه‌های ایرانی، موشک‌های فجر ۵ را متعلق به نیروهای حماس دانسته‌اند که توسط ایرانی‌ها طراحی شده‌است. این موضوعات سبب شد تا حکومت ایران،‌ رسما چنین موضوعی را تکذیب کند و مسئولیت تولید این موشک که توسط حماس استفاده می‌کند را نپذیرد.

## مشخصات فنی

### فجر یک مرحله‌ای
راکت فجر ۵ در سه مدل طراحی شده است،‌ مدل اول، تک مرحله‌ایست. این مدل برد 75 کیلومتر دارد و کالیبر 333 میلیمتر برای آن ادعا شده است. وزن راکت 907 کیلوگرم و وزن سرجنگی 175 کیلوگرم است. طول راکت 6.4 متر، حداکثر سرعت آن 1100 متر برثانیه و ماموریت آن زمین به زمین است.‌ از ویژگی‌های این راکت، قابلیت استفاده در دمای ۴۰ - تا ۵۰ + درجه سانتی‌گراد عنوان شده است.

### فجر دو مرحله‌ای
نوع دوم از این راکت، دو مرحله‌ایست. برد این راکت 180 کیلومتر و کالیبر آن 333 میلیمتر است. وزن سرجنگی آن 175 کیلوگرم و طول راکت: 9.4 متر است. ماموریت این راکت هم، زمین به زمین است.

### فجر ۵C
راکت ۵C اطلاعات فنی مشخصی ندارد. بالک‌های روی این موشک مشخص می‌کند که قابلیت هدایت‌پذیری دارد. کالیبر این موشک 333 میلیمتر است. این مدل از خانواده فجر، احتمالا به هدایت ماهواره‌ای متصل است. با توجه به بالک قرار گرفته بر روی انتهای این راکت،‌ امکان شلیک آن از روی لوله‌های پرتابگر فراهم نیست و لانچر مخصوص به خود را دارد.
برد این موشک را ۱۹۰ کیلومتر، طول آن را ۶.۴ متر و وزن آن را ۹۲۰ کیلوگرم گزارش کرده‌اند. وزن سر جنگی آن را هم ۱۱۲ کیلوگرم گفته اند.

### لانچر
لانچر این موشک، عموما به صورت چهارتایی است اما به صورت تکی نیز وجود دارد و توسط نیروهای فلسطینی مورد استفاده قرار می‌گرفت. لانچر این راکت، ۱۵ تن وزن دارد و با احتساب وزن چهار راکت، ۱۹.۹ تن می‌رسد.‌ در آخرین رونمایی های صورت گرفت توسط نیروهای نظامی ایران، لانچر جدیدی که قابلیت پرتاب ۶ راکت فجر ۳ و همزمان ۶ راکت فجر ۵ را داشته باشد،‌ رونمایی شده است.
|             | فجر ۵ تک مرحله‌ای  | فجر ۵ دومرحله‌ای | فجر ۵C      | منبع              |
| ----------- | ----------------- | --------------- | ----------- | ----------------- |
| برد         | ۷۵ کیلومتر        | ۱۸۰ کیلومتر     | ۱۹۰ کیلومتر | [ ۹ ] [ ۴ ] [ ۸ ] |
| طول         | ۶٫۴ متر           | ۹٫۴ متر         | ۶.۴ متر     | [ ۹ ] [ ۴ ] [ ۸ ] |
| کالیبر      | ۳۳۳ م. م          | ۳۳۳ م. م        | ۳۳۳ م. م    | [ ۹ ] [ ۴ ] [ ۸ ] |
| سرعت        | ۱۱۰۰ متر بر ثانیه | نامشخص          | نامشخص      | [ ۹ ] [ ۴ ] [ ۸ ] |
| وزن راکت    | ۹۰۷ کیلوگرم       | نامشخص          | ۹۲۰ کیلوگرم | [ ۹ ] [ ۴ ] [ ۸ ] |
| وزن سر جنگی | ۱۷۵ کیلوگرم       | ۱۷۵ کیلوگرم     | ۱۱۲ کیلوگرم | [ ۹ ] [ ۴ ] [ ۸ ] |

## کاربرد در خارج از ایران
فجر-۵ راکت مورد استفاده نیروهای حماس در حملات راکتی خود به اورشلیم و تل آویو در سال ۲۰۱۲ می‌باشد. در جنگ پنجاه و پنج روزه غزه موشک‌های فجر-۵ از سپر دفاعی گنبد آهنین گذشتند و شهرک‌های یهودی‌نشین را مورد اصابت قرار داد.
گزارش‌هایی از استفاده حزب‌الله لبنان از این راکت نیز منتشر شده‌است. در سال ۲۰۰۴ رئیس سازمان اطلاعات نظامی اسرائیل از وجود ۱۳ هزار راکت در زرادخانه حزب‌الله لبنان خبر داد که حدود ۵۰۰ عدد از آن‌ها راکت‌های دارای برد ۴۵ کیلومتری فجر-۳ و برد ۷۵ کیلومتری فجر-۵ هستند. در ۲۸ ژوئیه ۲۰۰۶ حزب‌الله هفت راکت خیبر-۱ را به سوی شهر آفولا در شمال اسرائیل شلیک کرد که به خارج از شهر برخورد کرده و هیچ کشته و مجروحی نداشت. خیبر-۱ به احتمال زیاد نام لبنانی راکت فجر-۵ است.

### کاربران دیگر
- لیبی
- سوریه
- حزب‌الله لبنان
- حماس
- جنبش جهاد اسلامی فلسطین